# Zoanthus sociatus
Zoanthus sociatus is een Zoanthideasoort uit de familie van de Zoanthidae. De wetenschappelijke naam van de soort is voor het eerst geldig gepubliceerd in 1768 door Ellis.